# Polydesmus tarascus
Polydesmus tarascus är en mångfotingart som beskrevs av Henri Saussure 1860. Polydesmus tarascus ingår i släktet Polydesmus och familjen plattdubbelfotingar. Inga underarter finns listade i Catalogue of Life.